# Baruch de Spinoza
Baruch de Spinoza (Amsterdam, 24. studenog 1632. – Den Haag, 21. veljače 1677.), židovski je filozof rođen u Nizozemskoj.

## Život
Benedikt de Spinoza, kojega su njegovi sinagoški svećenici nazvali Baruh Spinoza, bio je znan i kao Bento de Spinoza ili Bento d'Espiñoza u društvu u kojem je odrastao. Rodio se 24. studenog 1632. u Amsterdamu. Studirao je židovsku filozofiju i teologiju srednjeg vijeka (Talmud i Bibliju), kabalističke spise te spise židovskog filozofa Maimonidesa. Kasnije je učio grčki i latinski jezik, studirao skolastičku filozofiju. S Renéom Descartesom i Gottfriedom Wilhelmom Leibnizom, bio je jedan od najvećih filozofa racionalista sedamnaestog stoljeća. Smatra se osnivačem modernog biblijskog kriticizma. Njegovo najveće djelo je Etika. 27. srpnja 1656. godine židovska ga je zajednica ekskomunicirala zbog njegovih shvaćanja prirode Boga i tumačenja biblijskih knjiga. Ekskomunikacija je popraćena prokletstvom kojemu je po žestini malo sličnih u povijesti. Vjernicima je naređeno neka nitko s njim ne progovori ni pismeno ni usmeno, neka ne borave s njim pod istim krovom i neka se drže četiri lakta dalje od njega. Nakon ovog događaja, Spinoza je prihvatio ime "Benedikt" (latinski ekvivalent imena "Baruh"). Posvećuje se studiju kartezijanske filozofije. Živi u različitim dijelovima Nizozemske i vodi povučen život. Umire od tuberkuloze 21. veljače 1677.

## Učenje
Za Spinozu postoji samo jedna supstancija: Bog ili priroda; ona je uzrok same sebe (causa sui). Supstancija, i sama beskonačna, ima beskonačno mnogo atributa, od kojih čovjek poznaje dva: protežnost (extensio) i mišljenje (cogitatio). S atributima dolaze i modusi (načini, posebnosti) supstancije, mnoštvenost naturae naturatae, to jest ukupnost izvanljudske i ljudske prirode.

Čitajući Spinozinu Etiku, nekih 200 godina kasnije, njemački pjesnik Heinrich Heine napisao je da je to "šuma misli do neba visokih", čija "nesalomljiva stabla pružaju svoje korijenje u vječnu zemlju".

## Kronologija
- 1632. - rođen u Amsterdamu
- 1656. - isključen iz židovske zajednice; kod jednoga bivšeg isusovca uzima privatnu poduku iz latinskoga, klasične književnosti, skolastičke i kartezijanske filozofije; živi od brušenja leća
- 1660. - protjeran iz Amsterdama
- 1660. – 1669. - živi u blizini Leidena
- 1669. – 1677. - živi u Haagu
- 1677. – 21. veljače umire u Haagu.

## Djela
- Korte Verhandeling van God, de mensch en deszelvs welstand ("Rasprava o Bogu, čovjeku i o čovjekovoj sreći", oko 1660.)
- Renati des Cartes principiorum philosophiae ("Načela filozofije Renéa Descartesa", 1663.)
- Tractatus theologico-politicus ("Teološko-politički traktat", 1670.)
- Ethica ordine geometrico demonstrata ("Etika, geometrijskim redom izložena", objavljeno postumno 1677.)

## Vanjske poveznice
- Integralni tekst Etike u izvorniku (lat.)
- Etika  Arhivirana inačica izvorne stranice od 5. srpnja 2008. (Wayback Machine) (Projekt Gutenberg) (engl.)
- Etika (engl.)
- Spinoza i njegova filozofija (The Internet Encyclopedia of Philosophy) (engl.)

‎